# Winnie Markus
Pour les articles homonymes, voir Markus.
Winifred Maria Eveline Markus, née le 16 mai 1921 à Prague et morte le 8 mars 2002 à Munich, est une actrice allemande. Elle était l'épouse de l'acteur Adi Vogel.

## Biographie
Winnie Markus appartient à la minorité allemande qui est restée en Bohême, devenue partie de la nouvelle Tchécoslovaquie, après la chute de l'Empire austro-hongrois en 1918. Son père était négociant pour l'exportation et Winnie fréquenta l'école anglaise et des cours de danse classique. Elle arrive à Vienne à l'âge de seize ans pour suivre les cours de théâtre à l'Université de musique et d'art de la scène de Vienne, où Max Reinhardt avait ouvert en 1929 (il y vint jusqu'en 1937) une faculté - ou séminaire - de théâtre, dépendant du théâtre du palais de Schönbrunn. Elle y resta deux ans et fut engagée en 1939 au Theater in der Josefstadt, puis à Berlin, où elle fut appelée par Heinz Hilpert, et à Munich.
Elle joue ses premiers rôles au cinéma en 1939, Juanna de Alvarado dans L'Océan en feu (Brand im Ozean), et Rosl Pirlinger dans Une mère (Mutterliebe). Sa carrière s'enchaîne très vite pendant la guerre, grâce à sa beauté calme et son jeu classique. Ses partenaires de l'époque sont Rudolf Prack et Curd Jürgens, puis Willy Birgel, Dieter Borsche ou Paul Hörbiger.
Elle est sérieusement blessée par un soldat soviétique, lors de la prise de l'Allemagne nazie et doit interrompre sa carrière jusqu'en 1947. Elle épouse en 1946 l'hôtelier Zellermayer à qui il donne un fils (Alexander, décédé en 1982). Elle se remarie en 1959 avec l'acteur Adi Vogel et donne naissance en 1961 à une fille, Diana.
Dans les années 1980 et jusqu'aux dernières années de sa vie, on la voit beaucoup dans des séries télévisées. Elle reçoit l'ordre du Mérite de la République fédérale d'Allemagne en 1988, pour l'ensemble de sa carrière dévouée au cinéma allemand.
Elle meurt de pneumonie et repose au cimetière de Tegernsee en Bavière.
Elle était l'intime de l'actrice Mady Rahl.

## Filmographie partielle
- 1939 : L'Océan en feu (Brand im Ozean) de Günther Rittau
- 1939 : Une mère (Mutterliebe) de Gustav Ucicky
- 1940 : La Fille au vautour (Die Geierwally) de Hans Steinhoff (Afra Kuttner)
- 1942 : Aimé des dieux (Wen die Götter lieben) de Karl Hartl
- 1943 : Dangereux Printemps (Gefährlicher Frühling) de Hans Deppe
- 1948 : Morituri d'Eugen York
- 1955 : Du mein stilles Tal de Leonard Steckel
- 1956 : Mayerling - le dernier amour du fils de Sissi (Mayerling: Kronprinz Rudolfs letzte Liebe) de Rudolf Jugert
- 1956 : Le Diable en personne (Teufel in Seide) de Rolf Hansen :
- 1957 : Fille interdite (Frauenarzt Dr Bertram) de Werner Klingler
- 1958 : Der Priester und das Mädchen de Gustav Ucicky